# أحمد طورسون
أحمد طورسون هو لاجئ أويغوري اُعتقل بصورة غير قانونية لأكثر من سبع سنوات من قِبل الولايات المتحدة في معتقل غوانتانامو في كوبا.
ولد في 26 يناير 1971 في إقليم سنجان أو ما يُطلق عليه تركستان الشرقية في الصين، وكان رقم الاعتقال المسلسل الخاص به 201. وهو واحد من اثنين وعشرين معتقلًا من الأويغور في غوانتانامو. في عام 2008 أعلن القاضي ريكاردو أوربينا أن احتجازه غير مشروع، وأمر بإطلاق سراحه، وتم نقله إلى بالاو في أكتوبر 2009.

## اللجوء في بالاو
في يونيو 2009 أعلنت حكومة بالاو أنها سوف تمنح اللجوء المؤقت لبعض المعتقلين الأويغور في غوانتانامو. أرسلت حكومة بالاو وفد إلى غوانتانامو لمقابلة من تبقى من المعتقلين الأويغور؛ لكن بعض المعتقلين الأويغور رفض مقابلة الوفد. وفي النهاية عرضت حكومة بالاو اللجوء على 12 من أصل 13 من المعتقلين الأويغور. حيث رفضت حكومة بالاو منح اللجوء إلى واحد من الأويغور لأنه يعاني من اضطراب عقلي ناجم عن الاحتجاز مدة طويلة.
وفي 31 أكتوبر 2009 تم نقل أدهم ماميت، وأحمد طورسون، وعبد الغفار عبد الرحمن، وأنور حسن، وداود عبد الرحيم، وعادل نوري إلى بالاو.